# Puerta de Europa
Puerta de Europa (lub Torres KIO) - dwa bliźniacze wieżowce w Madrycie. Zaprojektowane przez Philipa Johnsona i Johna Burgee. Ich pochyłe sylwetki stanowią charakterystyczny element miasta. Mają po 114 metrów wysokości.
W pobliżu znajduje się stacja metra Plaza de Castilla i dworzec kolejowy Madryt Chamartín.